# Inturyst Jałta
Inturyst Jałta (ukr. ФК «Інтурист» Ялта) – ukraiński klub piłkarski z siedzibą w mieście Jałta, na Krymie, działający w latach 1990–1992.

## Historia
Chronologia nazw:
- 1990: Inturyst Jałta (ukr. ФК «Інтурист» Ялта)
- 1992: klub rozwiązano

Klub piłkarski Inturyst został założony w Jałcie w 1990 roku. Zespół rozpoczął występy w rozgrywkach Mistrzostw i Pucharu obwodu krymskiego, zajmując trzecie miejsce w mistrzostwach. W sezonie 1992 zdobył Puchar Krymu, dzięki czemu zakwalifikował się do rozgrywek Pucharu Ukrainy. 1 sierpnia 1992 roku zespół zagrał w 1/64 finału na własnym stadionie Awanhard przeciwko Tempowi z Szepetówki i przegrał minimalnym wynikiem (0:1). W 1992 roku klub znów zajął 3.miejsce w mistrzostwach Krymu, ale potem zaprzestał występy i został rozwiązany.

## Sukcesy

### Trofea międzynarodowe
Nie uczestniczył w rozgrywkach europejskich (stan na 31-05-2024).

### Trofea krajowe
| \| \| Zdobyte trofea w rozgrywkach Ukrainy (stan na: 31-05-2024) \| |                                                            |      |          |
| Rozgrywki                                                           | Osiągnięcie                                                | Razy | Sezon(y) |
| · Mistrzostwo                                                       | I miejsce                                                  | 0    |          |
| · Mistrzostwo                                                       | II miejsce                                                 | 0    |          |
| · Mistrzostwo                                                       | III miejsce                                                | 0    |          |
| Puchar                                                              | zdobywca                                                   | 0    |          |
| Puchar                                                              | finalista                                                  | 0    |          |
| Puchar                                                              | 1/64 finału                                                | 1    | 1992/93  |
| II liga                                                             | I miejsce                                                  | 0    |          |
| II liga                                                             | II miejsce                                                 | 0    |          |
| II liga                                                             | III miejsce                                                | 0    |          |
| Ukraina                                                             | Zdobyte trofea w rozgrywkach Ukrainy (stan na: 31-05-2024) |      |          |

## Poszczególne sezony

### Rozgrywki międzynarodowe

#### Europejskie puchary
Klub nie uczestniczył w rozgrywkach europejskich.

### Rozgrywki krajowe
| \| Ukraina \| Bilans występów klubu w rozgrywkach piłkarskich Ukrainy (Stan na 31 maja 2024 r.) \| \| |                                                                                   |        |       |   |   |   |    |    |     |         |        |        |        |
| Poziom                                                                                                | Rozgrywki                                                                         | Sezony | Mecze | Z | R | P | B+ | B– | Pkt | Lata    | Awanse | Spadki | Naj.   |
| I | Wyszcza liha / Premier-liha                                                       | 0      |       |   |   |   |    |    |     |         |        |        |        |
| II | Persza liha                                                                       | 0      |       |   |   |   |    |    |     |         |        |        |        |
| III                                                                                                   | Druha liha                                                                        | 0      |       |   |   |   |    |    |     |         |        |        |        |
| IV | Perechidna liha / Tretia liha / Amatorska liha                                    | 0      |       |   |   |   |    |    |     |         |        |        |        |
| | Puchar Ukrainy                                                                    | 1      |       |   |   |   |    |    |     | 1992/93 | 0      | 0      | 1/64 f |
| Ukraina                                                                                               | Bilans występów klubu w rozgrywkach piłkarskich Ukrainy (Stan na 31 maja 2024 r.) |        |       |   |   |   |    |    |     |         |        |        |        |

## Struktura klubu

### Stadion
Drużyna rozgrywa swoje mecze domowe w Jałcie na stadionie Awanhard, który może pomieścić 7.000 widzów.

### Sponsorzy
- Hotel Inturyst w Jałcie.

## Kibice i rywalizacja z innymi klubami

### Derby
- Tawrija Symferopol
- Czajka-WMS Sewastopol